# Literatura escocesa
S'entén per literatura escocesa la literatura feta a Escòcia en llengua anglesa o escocesa. De fet, no hi ha un consens clar sobre si caldria considerar l'scots i l'anglès com a llengües diferents. En qualsevol cas, des del segle xviii, l'anglès estàndard és el que s'usa més sovint com a llengua literària a Escòcia. Les formes dialectals escoceses sobreviuen sobretot en els diàlegs, tot i que també hi ha un nombre d'autors que l'han continuat utilitzant com a llengua literària. Un dels escriptors escocesos en llengua escocesa més populars és Robert Burns (segle xviii, els poemes del qual encara són molt coneguts avui en dia. Un dels escriptors més coneguts avui dia és Irvine Welsh, autor de Trainspotting.
Llista cronològica d'autors escocesos:
- Robert Burns
- Robert Louis Stevenson
- Walter Scott
- Lord Byron
- Irvine Welsh